# Río Piedras (Colombie)
Le río Piedras est un fleuve de Colombie.

## Géographie
Le río Piedras prend sa source au nord de la sierra Nevada de Santa Marta, dans le département de Magdalena. Il coule ensuite vers le nord puis le nord-est avant de rejoindre la mer des Caraïbes à l'est du parc national naturel de Tayrona.